# وي سون
وي سون (باليابانية: 孫イ؛ بالكانا: そん い) هي عارضة يابانية، ولدت في 13 أكتوبر 1989 في سايتاما في اليابان.